# Strahlungen (Ernst Jünger)
Strahlungen ist ein 1949 erschienenes Tagebuch von Ernst Jünger. Es umfasste in der ersten Fassung den Zeitraum im Zweiten Weltkrieg vom 18. Februar 1941 bis zum 11. April 1945 und behandelte Jüngers Zeit im besetzten Paris, seine Reise an die kaukasische Front und seine Zeit im heimatlichen Kirchhorst vor dem Ende des Kriegs. Oft stehen in den Eintragungen Berichte von schrecklichen Aspekten des Krieges unvermittelt in bewusst schockierendem Kontrast neben Beschreibungen der Schönheit von Kunstwerken oder der Natur.
In der ersten Werkausgabe 1962/63 wurden auch die zuvor einzeln veröffentlichten Tagebücher Gärten und Straßen (1942) und Jahre der Okkupation (1958) aufgenommen, so dass Strahlungen nun insgesamt die Zeit vom 3. April 1939 bis zum 2. Dezember 1948 umfasst.
Strahlungen war eines der erfolgreichsten Bücher Jüngers mit einer Auflage von 20.000 Exemplaren im ersten Jahr und fand eine außerordentlich breite Beachtung.

## Gliederung des Werkes
- Gärten und Straßen umfasst die Zeit vom 3. April 1939 bis zum 24. Juli 1940, also unter anderem Jüngers Einberufung und seine Teilnahme am Westfeldzug. Dieser Teil wurde bereits 1942 einzeln veröffentlicht, Näheres findet sich im Artikel Gärten und Straßen.

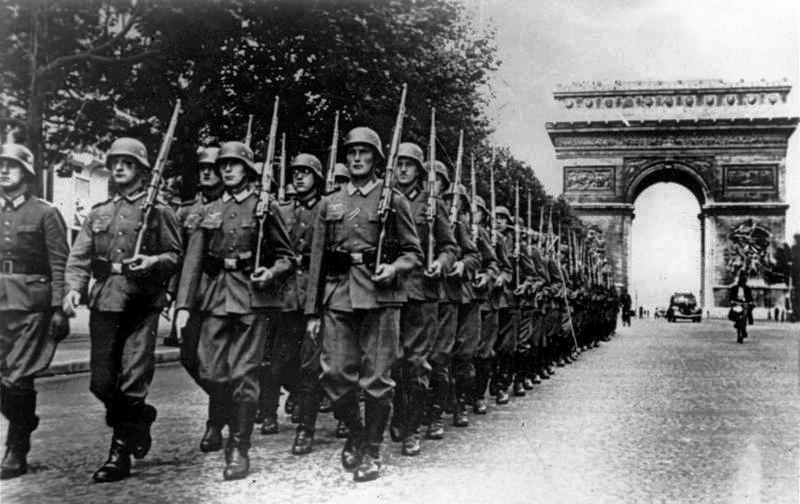
Parade von Wehrmachtssoldaten. Champs Élysées, 14. Juni 1940

- Das erste Pariser Tagebuch umfasst die Zeit vom 18. Februar 1941 bis zum 23. Oktober 1942. Damit klafft zum vorangegangenen Teil eine Lücke von nahezu sieben Monaten.

- Die Kaukasischen Aufzeichnungen reichen vom 24. Oktober 1942 bis zum 17. Februar 1943.

- Das zweite Pariser Tagebuch reicht vom 19. Februar 1943 bis zum 13. August 1944 und setzt im Wesentlichen das erste Pariser Tagebuch fort.

- Die Kirchhorster Blätter reichen vom 14. August 1944 bis zum 11. April 1945.

- Die Hütte im Weinberg umfasst die Zeit vom 11. April 1945 bis zum 2. Dezember 1948. Dieser Teil beschreibt Jüngers Leben in Kirchhorst während der Besatzungszeit. Er war 1958 einzeln unter dem Titel Jahre der Okkupation erschienen, näheres siehe im Artikel Jahre der Okkupation.

## Inhalt
In Paris arbeitete Jünger im Stab des Militärbefehlshabers von Frankreich. Die Einträge handeln von Begegnungen mit anderen Militärs oder deutschen und französischen Intellektuellen, Jüngers Arbeit, seinen Spaziergängen oder seiner Lektüre, unter anderem der Bibel. Jünger bekommt Besuch unter anderem von Carl Schmitt und von Carlo Schmid oder besucht selbst Pablo Picasso.

### Pseudonyme
In verschlüsselter Form spiegelt sich in diesem Tagebuch seine Affäre mit der verheirateten deutschstämmigen Pariser Kinderärztin Sophie Ravoux wider. Ihren Namen verbirgt Jünger hinter den Chiffren „Doctoresse“, „Madame Dankart“, „Madame d’Armenonville“, „Charmille“ oder „Camilla“. Unter ihrem bürgerlichen Namen findet sie erst 1972 in Jüngers Alterstagebuch Siebzig verweht Eingang. Jünger hat ihr gegenüber teilweise eine „militärische“ Haltung:
Bei solchen Frauen, (Ärztinnen), ist es sehr schwierig, die Entfernung bis zum Körper zurückzulegen – es ist, als ob der Zynismus sie mit einem Gürtel, der die Lust entkräftet, der die Begierde zum Scheitern bringt, umringt. Vielleicht dringen ja, die erotisch nicht deutlich orientiert sind, noch am ersten vor. Stärker als Brünhilds Gürtel.
Er verwendet auch für andere Personen selbst erfundene Pseudonyme. Wenn er Hitler meint, spricht er immer von „Kniébolo“, von seiner Frau spricht er als „Perpetua“. Ohne Namensnennung erwähnt er oft den „Oberbefehlshaber“ und den „Präsident“, im Unterschied dazu auch einen „Président“. Auch „Oberförster“, „Schinderhannes“ und „Grandgoschier“ finden Erwähnung (z. B. am 27. März 1944).

### Sprache, Literatur, Dichtung, Stil
Im Vorwort vom November 1946 beschäftigt sich Jünger mit dem Tagebuch als Literaturgattung, und zwar zunächst von solchen, die man bei Toten fand und aus dem Nachlass veröffentlicht habe, angefangen bei dem Tagebuch der sieben Matrosen, die „auf der kleinen Insel des Heiligen Mauritius im nördlichen Eismeer“ den Winter in der Walfangstation der Groenlandse Compagnie nicht überlebt hatten. Auch Lebende gewähren Einblick in ihre Tagebücher, das sei „kein Wagnis mehr“. Auch bleibe es im totalen Staat das letzte mögliche Gespräch. Abgesehen von einem ausgedehnten Briefwechsel beschränkte Jünger seine Autorschaft im Zweiten Weltkrieg auf die sechs Tagebücher. Über das Verhältnis von Manuskript zum gedruckten Text führt er folgendes aus:
Ein Wort noch zur Abgrenzung der privaten Sphäre und jener der Autorschaft. Es wird hier immer Grenzen geben, die umstritten sind. Aus diesem Grunde sind die Manuskripte stärker als der gedruckte Text. … Auch handelt es sich um Geschmacksfragen. … Von einer Reihe von Stellen weiß ich, da ich die Kritik von heute kenne, dass ihr Stoff zu Angriffen gegeben wird. Das gilt besonders für das Fürchterliche; und die Versuchung, durch Retuschen den Text zu klären, lag auf der Hand. Doch sah ich davon ab, da ich dem Leser eine Idee des Ganzen vermitteln will. … In einem Zustand, in dem sich der Techniker dem Staat verbündet, sind nicht nur die musischen und metaphysischen Exkurse, sondern auch die reine Lebensfreude von Konfiskation bedroht.
Am 24. November 1944 führte Jünger mit seinem damals zehnjährigen Sohn Alexander ein Gespräch zum Thema Tagebuch:
Gespräch mit Alexander: „Wie man ein Tagebuch führt.“ Über das gleiche Thema schrieb ich mit einem Hauptmann Müller, der mir Aufzeichnungen zusandte. Die Durchsicht meiner Reisetagebücher macht mir den Anteil deutlich, in dem die Zeit mitwirkt. Sie ändert den Inhalt wie die Gärung und Reife den Wein, der in der Tiefe des Kellers liegt. Nun muss man noch einmal vorsichtig umfüllen, von der Hefe abgießen. Hierüber hatte ich bei Florence ein langes Gespräch mit Léautaud, der diese Praxis missbilligt und das Wort, wie es im ersten Wurf gefallen ist, für unverletzlich, für sakrosankt erklärt. Die Vorschrift ist für mich schon technisch undurchführbar, weil ich vieles andeutungsweise, gewissermaßen als Siegel der Erinnerung einstreue. Die beste Erfassung des ersten Eindrucks ist die Frucht wiederholter Anstrengungen.

### Judenverfolgung
Unter dem 30. März 1942 treffen Nachrichten und Gerüchte von Kriegsverbrechen ein:
Er erzählte von einem schauerlichen Burschen, früherem Zeichenlehrer, der sich gerühmt hatte, in Litauen und anderen Randgebieten ein Mordkommando geführt zu haben, das zahllose Menschen schlachtete. Man läßt die Opfer, nachdem sie zusammengetrieben sind, zuerst die Massengräber ausheben, dann sich hineinlegen und schießt sie von oben in Schichten tot.
Am 7. Juni 1942:
In der Rue Royale begegnete ich zum ersten Mal in meinem Leben dem gelben Stern, getragen von drei jungen Mädchen, die Arm in Arm vorbeikamen. Diese Abzeichen wurden gestern ausgegeben… Nachmittags sah ich den Stern dann häufiger. Ich halte derartiges, auch innerhalb der persönlichen Geschichte, für ein Datum, das einschneidet. Ein solcher Anblick bleibt nicht ohne Rückwirkung - so genierte es mich sogleich, daß ich in Uniform war. 
Am 18. Juli 1942 ist Jünger Zeuge von Verhaftungen von Juden:
Gestern wurden hier Juden verhaftet, um deportiert zu werden - man trennte die Eltern zunächst von ihren Kindern, so daß das Jammern in den Straßen zu hören war. Ich darf in keinem Augenblick vergessen, daß ich von Unglücklichen, von bis in das Tiefste Leidenden umgeben bin. Was wäre ich sonst auch für ein Mensch, was für ein Offizier. Die Uniform verpflichtet, Schutz zu gewähren, wo es irgend geht. Freilich hat man den Eindruck, daß man dazu, wie Don Quijote, mit Millionen anbinden muß.
Über die Rolle des Judentums im 20. Jahrhundert schreibt er im Zusammenhang mit der Genesis-Lektüre, mit einem Genesis-Kommentar und einem Buch über Maimonides am 23. Dezember 1944:
Der Jude ist ewig – das heißt, er hat eine Antwort auf alle Jahrhunderte. Von meiner Ansicht, dass das 20. Jahrhundert ihm durchaus ungünstig sei, beginne ich abzuweichen und glaube, dass seine zweite Hälfte in dieser Beziehung Überraschungen bringen wird. Gerade die fürchterlichen Opfer deuten darauf hin.

### Ostfront
Gerade nach Paris versetzt, notierte er am 24. Juni 1941 über den Krieg im Osten:
Seit nunmehr drei Tagen stehen wir im Kriege mit Russland – seltsam, wie wenig diese Nachricht mich ergriff. Indessen ist das Vermögen, Fakten aufzunehmen, in solcher Zeit begrenzt, falls wir es nicht mit einer gewissen Hohlheit tun.
Nach einer fast dreimonatigen Lücke im Tagebuch beschreibt er am 8. Oktober 1941 Auswirkungen des Russlandfeldzugs auf seine Befindlichkeit:
Meine Versetzung nach Paris ließ eine Lücke in diesen Aufzeichnungen entstehen. Vielleicht noch mehr sind die Ereignisse in Russland daran schuld, die um die gleiche Zeit begannen und wohl nicht nur in mir eine Art von geistiger Lähmung hervorriefen.
Die Entwicklung des Frontgeschehens ist ihm keine Zeile wert, weder Vormarsch noch Rückzug. Hingegen notiert er an zwei Stellen über den Kriegsausbruch im fernen Osten:
Heute wurde die Kriegserklärung Japans bekannt. … Die Japaner greifen mit großer Entschlossenheit an; vielleicht weil für sie die Zeit am kostbarsten ist. Ich überrasche mich dabei, dass ich die Bündnisse verwechsele; zuweilen befällt mich die Täuschung, dass sie uns den Krieg erklärt hätten.
Die Vereinigten Staaten werden in diesem Zusammenhang nicht erwähnt, auch nicht der Umstand, dass Deutschland den USA den Krieg erklärt hatte. Dafür bewegt ihn das Leiden der Soldaten an der Ostfront. Auf der Rückreise von einem Heimaturlaub notiert er am 2. Januar 1942:
Im Abteil Gespräch mit einem Leutnant, der aus Russland kam. Sein Bataillon verlor ein Drittel der Mannschaft durch Erfrierungen, die zum Teil zur Abtrennung von Gliedern geführt haben. Das Fleisch wird zunächst weiß, dann schwarz. Gespräche dieser Art sind jetzt ganz allgemein.
Oberst Gerlach war als Quartiermeister, vom Osten nach Paris kommend, besonders über den dortigen Mangel an Winterkleidung unterrichtet. Jünger zitiert aus einem Bericht der russischen Kriegspropaganda das Detail, dass deutschen Gefangenen, denen man die Stiefel ausziehen wollte, der Fuß mit abgezogen worden sei. Aus einem Feldpostbrief zitiert er am 25. Januar 1942:
Der Schwager klagt brieflich, daß Nase und Ohren ihm am Erfrieren sind. Sie schleppen schon junge Kameraden, die sich die Füße erfroren haben, mit. … Die Russen behaupten in ihrem letzten Kommentar, daß die Kämpfe der Woche uns siebzehntausend Tote und einige hundert Gefangene kosteten. Und lieber möchte man bei den Toten sein.
Am 18. Februar 1942 notiert er:
Besuch des Ritters von Schramm, der aus dem Osten kam. Das Massensterben in den fürchterlichen Kesseln erweckt die Sehnsucht nach dem alten Tode – dem Tode, der nich dem Zertreten-Werden gleicht.
Aus den Capriccios des aus dem Osten zurückgekehrten Grüninger, der dort eine Batterie führte, hielt er unter anderem am 2. März 1942 fest:
Ein russischer Oberst wurde mit den Resten seines Regiments gefangen, das seit Wochen im Kessel gewesen war. Gefragt, woher er die Verpflegung für die Truppe genommen hätte, antwortete er, sie hätten sich von Leichen genährt. Auf Vorhaltungen fügte er hinzu, wie um sich zu entschuldigen, dass er aber nur von den Lebern gezehrt hätte.
und am 6. März 1942:
Man sieht auf den Rollbahnen Leichen liegen, über die Tausende von Panzern fuhren, um sie endlich platt zu walzen wie Folien. Der Marsch geht über sie hinweg wie über Abziehbilder oder wie über Schemen, die man in der blanken, eisigen Tiefe der Straße sich spiegeln sieht.
Von Russland ist erst wieder am 16. August 1942 die Rede, als er für ein Wochenende als Gast des Oberbefehlshabers im Kloster Les Vaux-de-Cernay weilte:
Der General kam auf die russischen Städte zu sprechen und meinte, dass ihre Kenntnis wichtig für mich sei, vor allem für gewisse Korrekturen an der „Gestalt des Arbeiters“. Ich erwiderte, dass ich mir zur Pönitenz seit langem einen Besuch New Yorks verschrieben hätte, doch auch mit einem Kommando zur Ostfront einverstanden sei.
Am 28. August 1942 vermerkte er, immer noch keine Nachricht über die Fahrt in die östlichen Gegenden zu haben. Am 9. Oktober 1942 notiert er:
Wie Oberst Koßmann mir sagte, scheint es mit meinem Kommando nach Russland in diesen Tagen ernst zu werden. … Ich will versuchen, dass Rehm mir als Begleiter zugewiesen wird.
Rehm begleitet Jünger seit Kriegsbeginn als Ordonnanz und er sieht in dem Miteinander mit ihm „noch etwas vom alten Verhältnis zwischen Ritter und Knappen“ und trennt sich nur schwer von ihm. Drei Tage später erkrankt er und lässt sich vom Oberstabsarzt „einen kurzen Aufenthalt im Lazarett Suresnes“ empfehlen, wie er sich vor Eintreffen des Marschbefehls noch absolvieren lasse. Am 20. Oktober 1942 notiert er seinen Gemütszustand vor dem zu erwartenden Abmarsch nach Russland:
Nachts starke Attacken: La Frousse. … Am Mittag wurde ich entlassen, mit der Eintragung „Anacider Magenkatarrh“ in meinem Soldbuche.
Am 23. Oktober 1942 meldete er sich bei Oberst Koßmann und beim Oberbefehlshaber ab.
Der Militärbefehlshaber in Frankreich, Carl-Heinrich von Stülpnagel, hatte ihn mit einem Marschbefehl an die Kaukasusfront abkommandiert, um dort zum einen das Ausmaß der Kriegsverbrechen zu dokumentieren, zum anderen die Stimmung unter den Offizieren auszuloten.
Zunächst reiste er am 24. Oktober 1942 zu einem Heimaturlaub nach Kirchhorst und brach dann am 12. November 1942 mit seiner Frau nach Berlin-Dahlem auf, wo sie bei Carl Schmitt wohnten. Am 16. November 1942 abends verabschiedete sie ihn am Schlesischen Bahnhof. Morgens kam er in Lötzen an. Hier besorgte er sich Ausweise und Fahrscheine. Wegen widrigen Wetters verzögerte sich sein Abflug nach Kiew bis zum 21. November 1942. Über seinen Kurzaufenthalt in der Stadt hielt er folgende Eindrücke fest:
In Kiew wurde ich im Palacehotel einquartiert. Obwohl an den Waschbecken die Handtücher, im Schreibzimmer die Tinte, auf den Treppen einige Marmorstufen fehlten, soll es das beste Hotel in ganz Russland sein. Auch gaben die Wasserhähne, solange man auch an ihnen drehte, weder warmes Wasser noch Wasser überhaupt. Das gleiche galt für die Spülungen. Daher erfüllte auch ein böser Duft das ganze Palacehotel. Ich nutzte die Stunde, die mir noch bis zum Einbruch der Dunkelheit blieb, um in der Stadt durch die Straßen zu gehen, und kehrte gern nach dieser Frist zurück. Wie es Zauberländer auf dieser Erde gibt, so lernen wir andere kennen, in denen die Entzauberung, ohne nur einen Rest von Wunderbarem zu hinterlassen, gelungen ist.
Das Zimmer teilte er mit einem jungen Artilleriehauptmann. Wie er beim Erwachen sah, verscheuchte dieser gerade eine große Ratte von den bescheidenen Vorräten Jüngers. In aller Frühe Weiterflug nach Stalino und Rostow am Don. Wegen des unsicheren Wetters und Vereisung der Maschine musste der Pilot hier alle Fluggäste zurücklassen. Die Eindrücke, die diese Stadt auf ihn machte, beschrieb er so:
Ich … bezog im Offiziersheim Quartier. So nennt sich eines der öden Häuser, in deren Zimmern Reihen von Strohsäcken ausgebreitet sind, und deren Flure Gestank durchwebt. Gang durch die Stadt; es wiederholten sich die Bilder der Entzauberung. … Leider hatte ich mich nicht genügend ausgerüstet; ich ahnte nicht, dass selbst Kleinigkeiten wie Taschenspiegel, Messer, Nähgarn, Bindfaden nicht aufzutreiben sind. Glücklicherweise stoße ich immer wieder auf Menschen, die mir behilflich sind. Nicht selten gehören sie zu meinen Lesern … Geld eingewechselt; die russischen Banknoten tragen noch das Bild Lenins. Zur Umrechnung bediente sich die Beamtin einer Rechenmaschine mit groben Kugeln, die sie behende hin- und herspringen ließ. … Wer sie handhaben kann, soll schneller zum Resultat gelangen als mit Bleistift und Papier. … Wieder Straßenstudien und immer wieder der Eindruck des entzauberten Orients. Das Auge muss sich an den Anblick des denkbar Unangenehmsten gewöhnen; … In Ordnung sind allein die technischen Dinge – die Eisenbahnen, die Autos, die Flugzeuge, die Lautsprecher und selbstverständlich alles, was zur Welt der Waffen gehört. Dagegen mangelt es an allem Organischen, an Nahrung, Kleidung, Wärme, Licht. Noch ausgesprochener gilt das für die höheren Stufen des Lebens, für Freude, Glück und Heiterkeit … Und dies auf einem der reichsten Böden, den die Erde trägt.
Am 23. November 1942 abends nahm Jünger den Nachtzug nach Krapotkin und wartete dort auf die Weiterfahrt nach Woroschilowsk, wo er nach Dunkelwerden eintraf. Hier traf er den Oberbefehlshaber der Heeresgruppe, Generaloberst Ewald von Kleist, den er aus Hannover kannte, und wurde hier auch gegen Fleckfieber geimpft. Am 27. November 1942 notierte er:
Gespräch mit einem Hauptmann Dietloff, der vor dem Kriege hier ein großes Gut geleitet hat, über den Anbau und die Erträgnisse, wie sie auf diesem Boden möglich sind. Die Fruchtbarkeit ist ungeheuer; sie dehnt sich aber, wie stets in solchen Fällen, auch auf die Plagen aus. Es gibt Eiswinde, die in Minuten das Getreide in der Blüte vernichten, und Weizenrost, der bei der Ernte in so dichten Wolken aufstäubt, dass die Pferde erblinden, ferner Legionen von Heuschrecken und Junikäfern, und Disteln, deren Strunk die Dicke eines Mannesarms erreicht. Gefürchtet ist auch ein Dornstrauch, der ausgewachsen sich zu einer Kugel zusammenschließt, die dann, nachdem sie von der Wurzel faulte, im Herbstwind samenstreuend über die Felder rollt.
Nach einem Besuch des dortigen Pestinstituts blieb er noch bis zum 8. Dezember 1942 abends. An diesem letzten Tag klarte der Himmel auf, und von einem Kirchturm aus hatte er erstmals einen Blick auf den noch viele Tagesmärsche entfernten Doppelgipfel des Elbrus. Ein Kurierzug, ein auf Schienen gesetztes Auto mit einem Güterwagen als Anhänger, brachte ihn auf dem Weg zur 17. Armee zurück nach Krapotkin, wo er den Tag über auf den Zug nach Beloretschenskaja wartete, der sich um fünfzehn Stunden verspätete und der ihn dann am folgenden Morgen dort hinbrachte. Am Abend hatte er eine Unterhaltung mit Major K. über die Ermittlung und Bekämpfung von Partisanen, die zu dessen Aufgaben gehörte, und die noch erbarmungsloser erfolge als der Kampf gegen reguläre Truppen. Außerhalb jeden Kriegsrechts stehend würden sie in den Wäldern zur regelrechten Ausrottung umstellt. Hierzu notierte er tags darauf folgendes:
Die gestrige Besprechung zeigt mir, dass ich zu einer Bestandaufnahme in diesem Lande nicht kommen werde: es gibt zuviele Stätten, die tabu für mich sind. Dazu gehören alle, an denen man sich an Unschuldigen und Wehrlosen vergreift, und alle, an denen man durch Repressalien und Kollektivmaßnahmen zu wirken sucht. Ich habe übrigens keine Hoffnung auf Änderung. … Die Gegner sehen es voneinander ab. Ob es nicht doch vielleicht gut wäre, die Schreckensstätten aufzusuchen, als Zeuge, um zu sehen und festzuhalten, welcher Art die Täter und Opfer sind? … Dem steht der Ekel entgegen, der mich schon bei der Vorstellung von solchen Schauspielen ergreift.
Am 12. Dezember 1942 hatte er morgens beim Befehlshaber einen „kleinen sächsischen General“ über Polizeimaßnahmen in Charkow in folgendem Ton sprechen hören:
Das halte ich für eine ganz irrige Ansicht, dass man die dreizehn-, vierzehnjährigen Burschen, die mit den Banden aufgegriffen werden, nicht liquidieren soll. Wer derart ohne Vater und Mutter wild aufgewachsen ist, kommt niemals mehr zurecht. Da ist die Kugel das einzig Richtige. Übrigens machen's die Russen mit ihnen ebenso.
Abends die schon für den Morgen geplante Weiterfahrt zu dem 20 Kilometer entfernten Maikop.
Am nächsten Morgen, am 13. Dezember 1942, ging die Fahrt in aller Frühe durch die bewaldeten Berge, der 142 Kilometer langen Straße nach dem Schwarzmeerhafen Tuapse folgend, zu dem Frontabschnitt der 97. Jäger-Division im oberen Pschischtal, 41 Kilometer vor Tuapse. Bis zum 28. Dezember 1942 hielt er sich an Standorten entlang dieser Straße auf. Am weitesten vorgeschoben waren die Stellungen bei Schaumjan, zu Füßen des 859 m hohen Indjuk, der zusammen mit dem 1035 m hohen Ssemascho in der Hauptwasserscheide des Großen Kaukasus liegt. Der Ssemascho, von dem aus das Schwarze Meer zu sehen ist, war zeitweise in deutschem Besitz, doch war die Versorgung der Stellungen zu verlustreich. Außer in Schaumjan hielt sich Jünger auch in Kurinskij, Nawaginskij und in Apscheronskaja auf. Kurz vor Kurinskij, seiner ersten Station, war bei Chadyshenskaja eine Brücke durch Hochwasser zerstört. Bei der Überfahrt mit Schlauchbooten über den reißenden Fluss erzählte ein junger Infanterist, der neben Jünger auf seinem Gepäck saß:
„Als ich das letzte Mal auf einem solchen Dinge saß, fuhr ein Volltreffer hinein, der es in zwei Teile zerriss und vier Kameraden tötete. Nur ich und noch ein anderer kamen mit dem Leben davon. Das war auf der Loire.“ So liefert dieser Krieg wohl noch auf Generationen Stoff zu Erzählungen für Kind und Kindeskind. Und immer wird man hören, wie auf den Erzähler einer der guten Treffer in dieser fürchterlichen Lotterie gefallen ist. Freilich berichten nur die Überlebenden, wie ja auch die Geschichte von ihnen geschrieben wird.
Nach der Ankunft wurde es dienstlich:
Im völlig zerstörten Kurinskij meldete ich mich bei dem General de Angelis, dem Kommandeur des 44. Jägerkorps, einem Österreicher. Er zeigte mir auf der Karte die Stellungen. Der Vormarsch auf der Straße Maikop–Tuapse war verlustreich, da der Russe sich in den weiten und dichten Wäldern eingerichtet hatte und sich mit zähem Geschick verteidigte. … Nach harten Nahkämpfen im Unterholz zerstörten gewaltige Regenfälle die Brücken und machten die Straßen ungangbar. Nun liegen die Truppen seit Wochen in feuchten Löchern, sowohl durch Kälte und Nässe zermürbt, als auch dem Feuer und häufigen Angriffen ausgesetzt.
Am 16. Dezember 1942 berichtet Jünger vom Aufstieg zu einer Höhenstellung oberhalb von Schaumjan:
Der Kompaniechef, ein junger Tiroler aus Kufstein, zeigte uns sein Reich. Ganz nahe, am anderen Hange, hatte sich der Russe eingebaut … Wie zur Bestätigung peitschte ein Feuerstoß herüber, mit grellen Abschüssen. Von den Geschossen hörte man nur die durch das Geäst trillernden Querschläger. Einer von ihnen riss das Korn von einem Maschinengewehr. Wir sprangen in die Deckungslöcher und ließen den Sturm vorübergehen. An solchen Lagen fällt mir jetzt das halb Komische, halb Ärgerliche auf. Das Alter oder vielmehr der Zustand, in dem man solche Dinge reizvoll findet und sich sogleich bemüht, sie noch zu überbieten, liegt eben hinter mir. … Die Mannschaft lag nach der durchwachten Nacht zumeist im Schlafe … Ich unterhielt mich mit ihnen, die hier so fern ans Ende der Welt verschlagen sind. Sie haben die schweren Angriffskämpfe mitgemacht und sich in diesen Bergen schrittweise vorgefochten, um sich hier einzugraben, als die Wucht des Stoßes ermattete. Sie stehen seit langem im Feuer und halten ohne Ablösung. Verwundungen, tödliche Teffer, Krankheiten, wie sie die Erschöpfung und die Nässe mit sich bringen, vermindern täglich ihre von Anbeginn geringe Zahl. So führen sie ein Leben an den Grenzen des Seins. … Schaumjan war stark zerschossen; täglich liegt Feuer auf dem Ort. Ein Treffer genügt, die Hütten wie Kartenhäuser zu zerlegen, so dass man ihren Bau studieren kann … Aus dem mit Schutt bedeckten Grundriss ragen zwei Stücke der Einrichtung heraus: der große, steinerne Ofen und das eiserne Bettgestell. Im Ort ist der Wagenhalteplatz. Bis hierher werden die Verwundeten durch Träger aus den Bergen herabgeschleppt. Ein Friedhof mit zum Teil schon wieder umgeschossenen Kreuzen zeigt, dass bereits diese erste Station ihren tödlichen Zoll behält. … Der Platz ist nicht gezeichnet; das Rote Kreuz hat keinen Kurs.
Am 19. Dezember 1942 hält er in Nawaginskij folgendes schriftlich fest:
Am Mittag Aufbruch zum Gefechtsstand der 97. Division. Ihr Führer, General Rupp, erwartete mich an der gesprengten Pschischbrücke. Wir setzten auf einer Floßsackfähre über den lehmgelben Fluss. … Der Stab wohnt im Bahnwärterhaus. Ich saß neben dem General, der liebenswürdig, scheu, ein wenig melancholisch schien. Man hatte das Gefühl, dass er trotz mancher Sonderlichkeiten von seinen Offizieren geliebt wurde … fahre ich hier bei den Generalen herum und beobachte auch deren Verwandlung zum Arbeiter. Die Hoffnung, dass dieser Schicht sullanische oder auch nur napoleonische Erscheinungen entwachsen könnten, muss man aufgeben. Sie sind Arbeiter auf dem Gebiete der Befehlstechnik und, wie der nächste beste an der Maschine, ersetzbar und auswechselbar.
Am 21. Dezember 1942 suchte er die Stellungen eines Pionierbataillons oberhalb des Pschischtals auf:
Hier fand ich die Verhältnisse ein wenig besser als in den anderen Abschnitten. So zog sich ein bescheidenes Drahtgitter von den Postenständen am steilen Hang zwischen den Bäumen entlang. Davor war eine dreifache Kette von Minen ausgelegt. Das Minenlegen, besonders bei Nacht, ist ein gefährliches Geschäft. Die Minen werden, damit man sie wiederfindet, nach einer Schablone eingebaut. Man muss sie gut verstecken, denn es ist vorgekommen, dass die Russen sie ausbauten und vor den eigenen Stellungen eingruben. Hier wird vor allem die Springmine angewandt, die bei der Berührung mannshoch in die Luft fährt und dann zerschellt. … Die Sperre wird mit großer Vorsicht abgeschritten, besonders im Dunkeln, trotzdem kommt häufig was vor. So prüfte kürzlich an dieser Stelle ein Fähnrich mit einem Unteroffizier und einem Gefreiten die Minen nach. Sie hielten zwar den Spanndraht im Auge … Der Unteroffizier rief plötzlich: „Da raucht's ja!“, warf sich hin und kam davon, während die Explosion seine Begleiter zerriss. Ehe die Mine hochspringt, ertönt für einige Sekunden ein zischendes Geräusch, dann ist zum Niederwerfen noch Zeit. Die Zündung wird auch zuweilen durch Hasen oder Füchse ausgelöst. Vor einigen Wochen flog ein starker Hirsch, der lange im Tale zwischen den Stellungen gebrunftet hatte, dort in die Luft. … Die Stellung war also besser, trotzdem war die Besatzung sehr erschöpft. … ohne Ablösung seit Ende Oktober in der stark beschossenen Stellung, deren Ausbau lange und schwere Kämpfe vorausgingen. … Besuch bei Hauptmann Sperling, dem Bataillonskommandeur, … ermüdet, unrasiert wie jemand, der sich die Nacht, und nicht nur diese, um die Ohren geschlagen hat. … Ein Toter, ein Verwundeter. So Nacht für Nacht. Auch hatte die eigene Artillerie Treffer hinter seine Hangstellung gesetzt … „Die Leute schimpfen nicht mehr. Werden apathisch. Das macht mir Sorge.“ … Wir sind in einer der ganz großen Knochenmühlen, wie man sie erst seit Sebastopol kennt. … Abstieg gegen zwölf Uhr. Die Artillerie begann, um Essenholer zu erwischen, die Schluchten mit schweren Granaten zu beschießen … Durch das Pschischtal zurück. Am Rande des Flusses eine Schlammfigur – ein toter Russe, der auf dem Gesicht lag … wie eine angeschwemmte Katze, ein Skandalon. Im Ural, in Moskau oder in Sibirien warten Frau und Kinder noch jahrelang auf ihn. Im Anschluss daran Unterhaltung über das „Thema“, bei welcher Gelegenheit mich wieder die allgemeine Abstumpfung, auch der Gebildeten, in moralischen Dingen verwunderte. Der Mensch hat das Gefühl, in einer großen Maschine zu stecken, in der es nur passive Teilnahme gibt.
Am 22. Dezember 1942 auf dem Rückweg nach Kurinskij Schilderung einer Szene auf dem Steig über einen gesprengten Sporntunnel:
Wieder über die Tunnelhöhe. Omar, ein gutmütiger Aserbeidschaner, der in diesen Tagen für mich gesorgt hatte, trug mir dabei die Sachen nach. Immer noch lag der tote Träger dort im Schlamme, obwohl täglich viele Hunderte an ihm vorüberziehen. … Ein wenig höher sah ich zwei neue Tote … Daran vorüber hasteten Gebirgsjäger mit schweren Rucksäcken und Ketten von Trägern, beladen mit Balken, Drahtrollen, Verpflegung, Munition. Alle seit langem unrasiert, von Lehm verkrustet, den Dunst von Menschen ausströmend, denen seit Wochen Wasser und Seife fremd geblieben sind. Ihr Blick streift kaum die Toten, doch fahren sie zusammen, wenn im Grunde der Abschuss eines schweren Mörsers wie der Stoß aus einem großen Kessel fährt. Dazwischen Tragtiere, die sich im Schlamm gewälzt haben, wie große Ratten mit verklebtem Fell. … Verwundete mit leuchtenden Verbänden werden über den Fluss geflößt und dann in Bahren zu den Krankenwagen geschleppt, die zahlreich aufgefahren sind. Die roten Kreuze sind getarnt. … Mit Übermenschenstimme füllen dabei Melodien von Weihnachtsliedern den ungeheuren Kessel aus: der Lautsprecherzug einer Propagandakompanie spielt „Stille Nacht, heilige Nacht“. Und dabei immer wieder die schweren Mörserstöße, von denen das Gebirge widerhallt.
Am 23. Dezember 1942 trifft Post aus der Heimat ein, von seiner Frau, seiner Mutter und von Carl Schmitt. Seine Frau hat ihm ein „Festbrot“ gebacken mit Haselnüssen aus dem Pfarrhausgarten. Lektüre:
der Werwolf von Löns, den ich seit meiner Kindheit nicht mehr las. Ich fand ihn hier in einer Bunkerbibliothek. … Doch bin ich ganz befangen, da die Handlung ganz in der Nähe, eigentlich rund um Kirchhorst spielt. Dann weiter im Hesekiel. Bei knappem Gepäck ist die Dünndruckausgabe der Bibel das geeigneteste Buch, dass sich mitführen lässt … Es gleicht einer unerschöpfliche Büchse voll Tee … oder einem Weihrauch, von dem man immer ein Körnchen brennen kann. Auch kann man sich zur letzten Wegzehrung ein Kapitel daraus lesen lassen, und das ist eine Eignung, die weder ein Stück des Zarathustra noch ein Gedicht von Hölderlin besitzt.
Während Jünger den Kampf um Stalingrad bislang nur selten und wie nebenbei unter seinen vielen Exkursen erwähnt hat, schreibt er am 24. Dezember 1942:
Nachmittags Weihnachtsfeier; wir gedachten dabei der 6. Armee. Wenn sie der Einschließung erliegen sollte, so würde der ganze Südteil der Front ins Wanken kommen, und das entspräche genau dem, was Speidel mir im Frühjahr als eine wahrscheinliche Folge einer Kaukasus-Offensive voraussagte. … Es gab Gänsebraten und dazu süßen Schwarzmeersekt. … Ich entfernte mich bald, um mich in meiner Kosakenhütte dem Studium der umfangreichen Briefpost hinzugeben, die de Marteau  mir während der Feier gebracht hatte.
Einen ersten Hinweis auf Stalingrad notierte er am 23. November 1942 in Rostow am Don, just einen Tag vor seiner Ankunft bei der Heeresgruppe A in Woroschilowsk:
Am Nachmittag wurden Urlauber, die auf ihre Züge warteten, angehalten und in flüchtig zusammengestellten Marscheinheiten zur Front geschickt. Es heißt, dass die Russen nördlich von Stalingrad durchgebrochen sind.
und erst wieder am 21. Dezember 1942 eine zweite Notiz:
Am Abend las ich die seltsame Wendung im Heeresbericht, in dem von der Gefahr der Flankenbedrohung gesprochen wird. Sie spielt wohl auf die Gefährdung von Rostow an, denn ohne Zweifel liegt hier das strategische Ziel der russischen Angriffe.
Am 25. Dezember 1942 folgt die Einschätzung der persönlichen Betroffenheit anlässlich eines Vier-Augen-Gesprächs:
Bei unserer Unterhaltung, die sich an die Lage der 6. Armee anschloss, wurde mir ein Verhältnis deutlich, dessen ich mir so klar noch nicht bewusst gewesen war: ein jeder von uns wird in diesen Kesseln mit umgeschmolzen, auch wenn er körperlich nicht gegenwärtig ist.
Über den Aufenthalt in Apscheronskaja, das 57 Straßenkilometer von der Front bei Schaumjan entfernt liegt, schreibt er am 27. Dezember 1942:
Für zwei, drei Tage in Apscheronskaja, um hier zu baden und die Sachen ausbessern zu lassen, die durch die Berggänge stark mitgenommen sind. Der Ort ist von Versorgungs- und Nachschubtruppen belegt, und auch mit Lazaretten, um die sich ein Kranz schnell anwachsender Friedhöfe schließt. Wir säen die Toten reichlich aus. Viele der hier Begrabenen müssen Seuchen erlegen sein, was ich schon daraus schließe, dass auf den Kreuzen die Namen von Ärzten nicht selten sind.
Am 29. Dezember 1942 ging es von Apscheronskaja nach dem 30 Kilometer westlich gelegenen Kutais, wo er bis zum Jahreswechsel blieb. Den Ort beschreibt er am 30. Dezember so:
Der Ort gleicht einem Schlammloch. … Auch in das Innere der Gebäude dringt die Schlammflut ein. Ich war am Morgen in einem Lazarett, das sich inmitten eines gelbbraunen Sumpfes erhob. … Unter solchen Umständen muss man versuchen, wenigsten die drei untersten Bedingungen des Wohlbefindens zu sichern: warm trocken, satt. Das war gelungen: man sah die Kranken in ihren geheizten Verschlägen in apathischen Gruppen dahindämmern. Erkältungskrankheiten wiegen vor, und zwar in ihren schwersten Formen, wie Nieren- und Lungenentzündungen. … fehlt es den Körpern auch völlig an Reserven: so kann ein Streifschuss zum Tode führen, weil selbst für ihn die Heilkraft nicht mehr genügt. Auch gibt es Durchfälle mit tödlichem Ausgange. Im Ort liegen noch zahlreiche Minen und bringen Verluste ein.
Am  31. Dezember 1942 verschaffte er sich von Kutais aus einen Eindruck von der Erdölförderung in den dortigen Ölfeldern, die ja ein Hauptgrund für den Vormarsch zum Kaukasus waren:
Vormittags besuchte ich Herrn Maiweg, der in Schirokaja Balka eine Einheit der Mineralölbrigade führt. So nennt sich ein halb militärischer, halb technischer Verband, dessen Aufgabe die Erkundung, Sicherung und Neuerschließung der eroberten Ölgebiete ist. … Vor ihrem Abzug zerstörten die Russen in außerordenlich gründlicher Weise alle Sonden und Anlagen. Sie gossen in die Bohrlöcher Zement, den sie mit Eisenstücken, Spiralen, Schrauben und alten Bohrern fütterten. Auch versenkten sie eiserne Pilze, die, wenn man sie anbohrt und hochzuziehen sucht, sich spreizen und das Gestänge mitreißen. Nach längerer Unterhaltung setzten wir uns zu Pferde und ritten das Gelände ab. … Verrostete, verbogene, zerstückte Teile lagen wirr umher, dazwischen standen die gesprengten Maschinen, Kessel, Tanks. In diesem Chaos anzufangen, mochte entmutigen. … Der Anblick von Minensuchtrupps, die mit spitzen Eisengabeln sorgfältig das Erdreich durchstachen, erweckte das beklemmende Gefühl, von dem man ergriffen wird, wenn man der Erde nicht mehr trauen darf. Doch war ja das brave Pferd noch unter mir.
Mittags folgte ein Gespräch über „das große Thema der Kriegsdauer“. Der Ölingenieur hielt ein Totlaufen des Krieges an einer Art Limes für wahrscheinlich. Dagegen Jünger:
Der unentschiedene Ausgang wäre ja auch das Schlimmste, was man sich denken kann. Die weitverbreitete Prognose der endlosen Dauer beruht im wesentlichen auf einem Mangel an Phantasie; sie liegt den Menschen nahe, die keinen Ausweg sehen. Detail: russische Gefangene, die Maiweg für seinen Wiederaufbau aus allen Lagern hatte herauslesen lassen, Bohrmeister, Geologen, ortsansässige Ölarbeiter, wurden auf einem Bahnhof durch eine fechtende Truppe als Träger requiriert. Es waren fünfhundert Mann, von denen dreihundertundfünfzig an den Wegrändern umkamen. Von den übrigen starben nach der Rückkunft noch einhundertundzwanzig an Erschöpfung, so dass nur dreißig zurückblieben.
Über die abendliche Silvesterfeier im Stabsquartier hält er fest:
… dass reine Festfreude in diesen Jahren nicht möglich ist. So erzählte der General Müller von den ungeheuerlichen Schandtaten des Sicherheitsdienstes nach der Eroberung von Kiew. … Wenn man in solche Einzelschicksale hineingeblickt hat und dann die Ziffern ahnt, in denen die Ermordung in den Schinderhütten sich vollzieht, eröffnet sich die Aussicht auf eine Potenzierung des Leidens, vor der man die Arme sinken läßt. Ein Ekel ergreift mich vor den Uniformen, den Achselstücken, den Orden, den Waffen, deren Glanz ich so geliebt habe. Das alte Rittertum ist tot, wie es noch in den Kriegen Napoleons, ja, noch im Weltkrieg der Macht den Adel gab. Der Mensch hat also jenen Stand erreicht, wie ihn Dostojewski im ‚Raskolnikoff’ auf seiner untersten Stufe beschrieb. Dann sieht er seinesgleichen als Laus, als Ungeziefer an. Gerade hiervor muss er sich auf das Äußerste in Acht nehmen, wenn er nicht in die Insektensphäre hineingeraten will.
Am Neujahrstag 1943 ging es zurück nach Apscheronskaja, wo in der folgenden Nacht fünfzig Bomben fielen. Am 2. Januar 1943 ging es morgens weiter nach Maikop, wo ihn nachmittags Rudolf Konrad empfing, Kommandierender General des XXXXIX. Gebirgs-Korps. Aus dieser Begegnung hält er Folgendes fest:
Nachmittags empfing mich General Konrad, der Führer der Hochkaukasusfront. Er zeigte mir die große Lagekarte und sagte, dass der Rückzug in Vorbereitung sei. Die Schläge auf die 6. Armee erschüttern den gesamten Südflügel. Er meinte, dass unsere Kräfte im letzten Jahr verpufft worden seien von Leuten, die sich auf alles andere verstünden als auf die Kriegführung. Besonders dilettantisch sei die Vernachlässigung der Schwerpunktbildung; Clausewitz würde sich im Grabe umdrehen. Man folge jeder Begierde, jeder zeitlichen Idee, und Propagandaziele verdrängten die strategischen. Man könne den Kaukasus, Ägypten, Leningrad und Stalingrad angreifen, doch nicht zu gleicher Zeit, und dabei noch mit einigen Nebenplänen beschäftigt sein.
Am nächsten Morgen ließ ihn der General mit einem zweisitzigen Fieseler Storch zu dem 165 Kilometer östlich gelegenen Tscherkessk fliegen, um von dort aus entlang von Kuban und seinem linken Nebenfluss Teberda den 101 Straßenkilometer weiter südlich gelegenen Höhenkurort Teberda auf 1350 m zu erreichen. Dieser Ort liegt 57 Kilometer westlich des Elbrus und 20 Kilometer vor dem Talschluss an der Hauptwasserscheide des Großen Kaukasus bei Dombai. Jünger wurde in Teberda von dem ihm aus früheren Zeiten bekannten Oberst Le Suire begrüßt, der dort mit dem Gebirgsjägerregiment 99 eine aus Gebirgsjägern gebildete Kampfgruppe führte. Zu dem Gefechtsstand in dem auf 1650 m gelegenen Dombai macht Jünger sich am 4. Januar 1943 auf den Weg. Dies war sein weitestes Vordringen im Hochkaukasus. Folgendes sei aus seinen Aufzeichnungen zitiert:
Weiter hinauf in das Teberdatal, bis zum Gefechtsstand des Hauptmanns Schmidt, der oben mit Hochgebirgsjägern zwei Pässe sperrt. Dazu bediente ich mich des Kettenkraftrades, eines Fahrzeugs für unwegsame Anstiege. … Hoch oben, im Amanauskessel, stehen die hölzernen Gebäude einer Heilstätte. Hier empfing mich der Hauptmann Schmidt auf seinem Gefechtsstand, über dem sich die Eisriesen aufrecken, links das Massiv des Dombai-Ulgen, dann … die Belaja Kaja … Im gewaltigen Amanausgletscher mit seinen Flächen von grünem Blankeis, mit seinen tiefen Spalten und funkelnden Abrissen liegen die Posten, die die Pässe sichern; sie steigen noch sieben Stunden zu ihren Eis- und Schneehütten. … russische Spähtrupps hatten sich oben in Schneelöchern eingegraben; ein Feuergefecht war im Gang. Diese Schneelöcher werden mit einer Zeitung tapeziert und mit einer Kerze geheizt; das ist der ganze Komfort. Hier oben gedachte ich solange wie möglich zu bleiben und hin und wieder aufzusteigen in die Gletscherwelt. Doch … kam aus Teberda der Funkspruch, dass unverzüglich der Rückzug notwendig geworden sei. Das heißt wohl, dass die Lage bei Stalingrad sich noch verschlechtert hat. So musste ich den ersten Punkt, an dem ich mich wirklich wohl fühlte, verlassen, kaum dass ich ihn erblickt hatte. Auch wurde das Wetter, das hier seit Wochen heiter gewesen war, plötzlich drohend. … Auch in Teberda fand ich alles aufgestört. Die 1. Panzerarmee links räumt ihre Stellungen; die Hochkaukasusfront wird von der Bewegung erfasst. In Tagen werden Positionen aufgegeben, deren Erringung mehr Blut und Mühe kostete, als je ein Hirn ermisst. Infolge der Überstürzung wird viel zurückbleiben. Der Oberst hat Befehl, die Munition zu sprengen und die Vorräte zu vernichten; auch werden die Kreuze von den Gräbern genommen und ihre Spuren verwischt. … beide Mädchen, die bei Tisch aufwarteten … weinten … und meinten, dass die Russen ihnen die Hälse abschneiden würden, worauf der Oberst ihnen einen Platz beim Tross einräumte.
Am 5. Januar 1943 war Jünger noch einmal im Teberdatal unterwegs:
Wer weiß, wann wieder einmal das Auge eines Deutschen auf diesen Wäldern ruht. Ich fürchte, dass nach dem Kriege große Teile des Planeten sich hermetisch abschließen.
Am 6. Januar 1943 ging es auf einer von rückflutenden Kolonnen überfüllten Straße zurück nach Tscherkessk. Auch viele Karatschaier waren zu sehen. Sie hatten die Deutschen als Befreier begrüßt und mussten nun flüchten, „um der Abschlachtung zu entgehen“. Hinter Tscherkessk begann eine Irrfahrt durch eine weglose Schneewüste, in der das Fahrzeug Jüngers mehrfach festsaß und die Insassen nur mit Hilfe der einheimischen Bevölkerung schließlich spät nachts durch aufkommenden Schneesturm hindurch Woroschilowsk erreichten. Jünger beschreibt die in ihm aufgekommenen Emotionen wie folgt:
Die Irrfahrt gab mir eine Ahnung von der Gewalt, mit der der Raum den Geist angreift. Der Widerspruch, den dieser Angriff weckt, wird als ein dumpfes, lähmendes Unbehagen deutlich, wie ich es nie auf dem Meer empfand.
Am 7. Januar 1943 fand Jünger den Stab der Heeresgruppe A in gedrückter Stimmung vor; er beschreibt einen Gemütszustand der Erstarrung, verbunden mit der Erkenntnis, dass sich das Netz um die Kaukasusfront zuziehen wolle. Auch die Bevölkerung fand er unruhig; ein Teil bereitete sich vor, den deutschen Rückzug zu begleiten. Ähnliches habe sich schon beim Rückzug der 1. Panzerarmee im mittleren Frontabschnitt abgespielt, und am zweiten oder dritten Tag seien viele bedauernswerte Flüchtlinge liegen geblieben. Am nächsten Tag war Jünger zu Mittag beim Oberbefehlshaber, dem Generaloberst Ewald von Kleist, den er sorgenvoll vor seiner Karte fand. Im Vorzimmer ereilte ihn die Telegrammnachricht, dass sein Vater schwer erkrankt sei. Und es verbreiteten sich Gerüchte, dass die Bahnlinie nach Rostow unterbrochen sei. Jedoch war schon in der Kuriermaschine, die am nächsten morgen in dem 65 Kilometer weiter westlich gelegenen Armavir aufsteigen sollte, ein Platz für ihn reserviert. Zwei Stunden später fuhr ein Wagen dorthin ab. Während der Nachtfahrt nach Armavir dachte er lebhaft an seinen Vater Ernst Georg Jünger und schreibt am 9. Januar 1943:
Nun, in der Ermüdung der ersten Morgenstunde, sah ich am dunklen Himmel seine Augen strahlen, groß, und in tieferem, lebendigerem Blau als je zuvor. … Nun sah ich sie voll Liebe auf mir ruhen. … Um zwei Uhr Ankunft in Armavir, wo ich ein wenig auf den gefüllten Postsäcken schlief. … Um sechs Uhr Abflug in einer grünlackierten Maschine, die den Namen „Globetrotter“ trug, und die ein Prinz von Coburg-Gotha steuerte. Zwei Stunden später überflogen wir den Don, der grün, mit weißem Schollenbruch, gefroren war. Auf den Straßen sah man starke Kolonnen zurückfluten. In Rostow landeten wir für einen Augenblick auf einem Flugplatz, auf dem Schwärme von Bombern ungeheure Projektile aufluden. In Kiew stieg ich im alten Hotel ab, das mir jetzt sehr komfortabel schien. Ich teilte mein Zimmer mit einem Offizier des ersten Weltkriegs, der aus dem Stalingrader Kessel kam. Es scheint, dass dort schon die Flugplätze unter gezieltem Beschuss liegen. Sie füllen sich mit zerstörten Maschinen an.
Am 10. Januar 1943, einem Sonntag, traf er mittags in Lötzen ein:
… und meldete sogleich Ferngespräche nach Kirchhorst und Leisnig an. Um sieben Uhr erfuhr ich von Perpetua, dass mein guter Vater gestorben ist, wie ich es schon deutlich geahnt hatte. Am Mittwoch soll er in Leisnig beerdigt werden; ich komme also noch zurecht, was mich doch sehr beruhigt. Wie in den letzten Tagen oftmals, sann ich lange über ihn nach, über sein Los, seinen Charakter, sein Menschtum.
Nach Besorgungen in Lötzen nahm er am Montagabend den Schlafwagen nach Berlin. Dann setzen seine täglichen Aufzeichnungen aus, bis er am 21. Januar 1943 rückblickend festhält:
… Fahrt nach Leisnig, am 12. Januar, … In Leisnig suchte ich nach kurzer Begrüßung der Geschwister sogleich den Friedhof auf, wo mir die „Heimbürgerin“ den Schlüssel zur Totenkapelle gab. Es war schon dämmerig, als ich ihr Tor aufschloss. Im offenen Sarge, hoch aufgebahrt, im Frack der Vater, in hoher Entfernung, feierlich. Ich näherte mich langsam, entzündete die Kerzen rechts und links von seinem Haupt. Sah lange in das Gesicht, das mir sehr fremd geworden war. … Er wurde am ersten Weihnachtsfeiertage krank und legte sich zu Bett, nachdem er einige Tage auf dem Sofa geblieben war. „Jetzt müsst ihr eben sehen, wie ihr allein fertig werdet“, sagte er bald darauf. Der Zustand verschlimmerte sich dann schnell, so dass ihn der Arzt in das Krankenhaus überführen ließ, wo sein Leiden als doppelseitige Lungenentzündung erkannt wurde. Friedrich Georg … sah ihn noch am Freitag nachmittag. In der Nacht, Sonnabend um ein Uhr, soll er dann, nach Aussage der Krankenschwester, gestorben sein. Das wäre also um die gleiche Stunde, zu der ich auf der Fahrt nach Armavir seine Augen erscheinen sah. Auch wurde ich betroffen, als ich jetzt beim Blättern in meinen Tagebüchern entdeckte, dass ich genau ein Jahr zuvor traurig erwacht war, weil ich von seinem Tode geträumt hatte. … Am nächsten Tage war die Beerdigung, an der, wie er gewünscht, nur die Familie sich beteiligte. … Am Sonnabend fuhr ich für etliche Tage nach Kirchhorst.

### Landung und Vormarsch der Alliierten
Unter dem 8. und 10. Mai 1944 findet erstmals die Gefahr einer Landung der Alliierten in Frankreich Niederschlag in den Aufzeichnungen:
Die Landung beschäftigt alle Sinne; sowohl die deutsche Führung wie die Franzosen glauben, dass es in diesen Tagen dazu kommen wird. … Agenten hatten den Beginn der Landung auf vier Uhr morgens vorausgesagt.
Am 14. Mai 1944 zitiert er General Hans Speidel mit den Worten: „Im Herbst ist in Europa der Krieg vorbei.“
Am 6. Juni 1944 schreibt er über die Landung der Alliierten:
Sie wurde am Morgen in Paris bekannt und überraschte viele, insbesondere auch Rommel, … da er nach Deutschland zum Geburtstag seiner Frau gefahren war. Das ist ein Schönheitsfehler für die Ouvertüre einer so großen Schlacht. … Es handelt sich ohne Zweifel um den Beginn des großen Angriffes, der diesen Tag historisch machen wird.
Über ein Treffen bei Speidel in La Roche-Guyon am 16. Juli 1944 schreibt er:
Er musste häufig telefonieren, da Kniébolo, der eine neue Landung fürchtet, über zwei Panzerkorps nach eigenem Ermessen und anders als die Lage es erfordert, verfügen will. Gespräche – auch darüber, wie lange Zeit der Deutsche, sich diese Schießbudenfigur vom Halse zu schaffen, noch brauchen wird. Nun schlägt ihm das Schicksal den Takt dazu. … Der General dagegen schien guten Mutes, denn er tat den Ausspruch, dass „die Friedensschrift nun bald erscheinen wird“.
Nach der lapidaren Feststellung vom 5. August 1944, dass die Amerikaner bei Rennes, Mayenne und Laval stünden und die Bretagne abschnitten, machte sich Jünger auf einen Abschied aus Paris gefasst, der dann auch am 13. August 1944 erfolgte, zwölf Tage vor dem Einmarsch der Alliierten.

### Luftkrieg
Jünger geht sparsam mit Verwendung des Wortes „Bombe“ um. Oft spricht er von „Überfliegungen“, „Angriffen“ und „Abwürfen“.
Die bekannteste und am heftigsten kritisierte Stelle findet sich unter dem 27. Mai 1944 bei einer Bombardierung von Paris:
Beim zweiten Mal, bei Sonnenuntergang, hielt ich ein Glas Burgunder, in dem Erdbeeren schwammen, in der Hand. Die Stadt mit ihren roten Kuppeln und Türmen lag in gewaltiger Schönheit, gleich einem Kelche, der zu tödlicher Befruchtung überflogen wird. Alles war Schauspiel, war reine, vom Schmerz bejahte und überhöhte Macht.
Diese Stelle ist oft als Beispiel für einen unmoralischen Ästhetizismus Jüngers angeführt worden. Allerdings gibt es ähnliche Passagen unter anderem bei Marcel Proust, Oscar Wilde oder Erich Kästner.
Am 3. November 1944 schreibt er in Kirchhorst:
Nachmittags kam Hanne, die neulich in der hannoverschen Altstadt von einem Tagesangriff überrascht wurde. Sie erzählte von den Szenen, die sich in den Bunkern abspielen. Die Bomben heulten in der Nähe herunter, Staub und Qualm drangen durch ein kleines Fenster ein und machten die Gesichter unkenntlich. Der Raum war von Seufzen, Schreien und Stöhnen erfüllt, die Frauen wurden ohnmächtig. Den Kindern hatte man, weil sie sich vor Angst übergaben, Tücher vor das Gesicht geknüpft. Eine Frau drohte niederzukommen. … Keiner der Insassen war mehr fähig zu stehen; sie lagen zitternd, mit Schaum vor dem Munde, am Boden ausgestreckt. Selbst die robuste Hanne meinte: „Eck was fertig, as es to Enne was.“
Am Tag darauf folgende Schilderung:
Gegen mittag gewaltige Überfliegung. … Zunächst kam ein Geschwader von vierzig Flugzeugen, die heftig beschossen wurden; zwei sah man Rauchfahnen nach sich ziehen, eines flog brennend eine Haarnadelkurve und verschwand in einer weißen Wolke, aus der dann die Trümmer rieselten. Große Mengen von Bombern folgten; sie leuchteten weißsilbern im Sonnenschein. Das Abwehrfeuer schwoll zu voller Stärke, und zuweilen erfüllte das Pfeifen sausender Bomben die Luft. Ich beobachtete die Vorgänge im Garten, während der Höhepunkte in den Bunker eintretend. … Das Brausen der den Himmel bedeckenden Geschwader ist so stark, dass es das Geschützfeuer und selbst den Einschlag der Bomben übertönt. … Auch wirkt der Eindruck der Geschwader, die unbeirrbar weiterziehen, selbst wenn in ihrer Mitte Maschinen zerspringen oder aufflammen, noch mächtiger als die Bombenwürfe selbst. Man sieht den Willen zu vernichten, auch um der eigenen Vernichtung Preis. Das ist ein dämonischer Zug. … Am Abend ein weiterer Angriff mit zahlreichen Christbäumen. … Am Rande des Moorwaldes ist eine Batterie aufgestellt; jeder ihrer Schüsse versetzt dem Haus einen Stoß und rüttelt an seinen Grundfesten.
Über den Tagesangriff vom 26. November 1944 schrieb er Folgendes:
Sonntagvormittag … zur Nacht schon zweimal überflogen … Dann Meldung, dass sich starke Geschwader näherten. Ich zog den Mantel an, um in den Garten zu gehen, von dem aus man zunächst im Norden eine große Anzahl von Flugzeugen die Luft durchqueren sah. Dann flogen über fünfhundert Maschinen aus der Richtung von Celle an, gestaffelt in Geschwadern zu etwa vierzig Stück. … Zwei oder drei Geschwader schwenkten auf das Haus in gerader Richtung ein und klinkten über ihm ab, so dass der Wurf, nach meiner Schätzung, in der Nähe von Bothfeld niederging. Die Abwehr war stärker als zuvor. Das Führerflugzeug wurde voll getroffen und eine lange, hellrot lodernde Flamme heftete sich ihm an. Es stürzte in der Nähe ab. Die Rauchwolken umhüllten bald das Haus. Es hatte den Anschein, als ob einer der Teile, ein großer silbriger Flügel, an dem ein Motor hing, und der sich langsam drehte, auf uns herabfallen würde, doch trudelte er unter fauchendem Geräusch über das Lehrerhaus hinweg, hinter dem er verschwand. Auch zwei Fallschirme trieben über den Garten, der eine ganz niedrig, so dass man den Menschen daran hängen sah, als ob man ihm auf der Straße begegnete. … Das Schauspiel war stark berauschend; es zerrte an der Vernunft. Bei diesen Vorgängen gibt es einen Grad, an dem die eigene Sicherheit nebensächlich zu werden beginnt: die anschaulichen Elemente steigern sich derart, dass für die reflektierenden kein Platz mehr bleibt, nicht einmal für die Furcht.
Tags darauf:
Ohne Licht, ohne Wasser, ohne Strom, da auch das Kraftwerk in Ahlten getroffen ist. Wir sollen gestern von sechzehnhundert Maschinen überflogen worden sein. … Der Flügel schlug auf einer nahen Wiese auf; das Flugzeug berührte dicht hinter Bothfeld den Boden und brannte aus. Bei Großhorst fand man einen Kopf und eine Hand. Auch lagen zwei zerschmetterte Leichen in der Nähe; man sah, dass die Fallschirme sich ineinander verwickelt und deshalb nicht gespannt hatten. Einer der Piloten war in Stelle gelandet; es heißt, dass einer der Bewohner des Ortes, und zwar ein geflüchteter Holländer, sich auf ihn stürzte und ihm zwei Schläge mit der Axt zufügte. Der Nachbar Rehbock, der gerade mit einem Ackerwagen vorüberfuhr, entriss ihm den Verletzten und brachte ihn unter Lebensgefahr in Sicherheit.
Die beiden Amerikaner, deren Fallschirme sich verstrickt hatten, wurden auf einem kleinen Friedhof bestattet.

### Der Anschlag
Das Attentat auf Hitler fand in seinen Aufzeichnungen vom 21. und 22. Juli 1944 folgenden Niederschlag:
Gestern abend wurde der Anschlag bekannt. Die höchst gefährliche Lage gewinnt damit noch eine besondere Zuspitzung. Der Attentäter soll ein Graf Stauffenberg sein. Ich hörte den Namen bereits von Hofacker. Das würde meine Meinung bestätigen, dass an solchen Wenden die älteste Aristokratie ins Treffen tritt. … Auch wird es immer schwieriger, die Maske zu bewahren – so geriet ich heute vormittag in einen Wortwechsel mit W., der das Ereignis als „unerhörte Schweinerei“ bezeichnete. Dabei bin ich seit langem der Überzeugung, dass durch Attentate wenig geändert und vor allem nichts gebessert wird. Nachmittags verbreitete sich im engsten Kreis die Nachricht, dass der Oberbefehlshaber seines Amtes enthoben und nach Berlin befohlen sei. Er hatte, nachdem die Nachricht aus der Bendlerstraße eingelaufen war, die gesamte SS und den Sicherheitsdienst verhaften lassen, um sie dann wieder in Freiheit zu setzen, als er bei Kluge in La Roche-Guyon Vortrag gehalten hatte und als kein Zweifel mehr darüber walten konnte, dass das Attentat misslungen war. „Die Riesenschlange im Sack gehabt und wieder herausgelassen“, wie der Präsident sagte, als wir in höchster Erregung bei geschlossenen Türen verhandelten. … Dazu kommt der Unfall Rommels vom 17. Juli, mit dem der einzige Pfeiler abgebrochen wurde, auf dem ein solches Unternehmen möglich war. … [am nächsten Tag] … erfuhr ich vom Neuhaus die Schreckensnachricht, dass Heinrich von Stülpnagel gestern auf der Fahrt nach Berlin die Pistole auf sich richtete, doch dass er am Leben blieb und das Augenlicht verlor. … Welche Opfer hier wieder fallen, und gerade in den kleinen Kreisen der letzten ritterlichen Menschen, der freien Geister, der jenseits der dumpfen Massenleidenschaften Fühlenden und Denkenden. Und dennoch sind diese Opfer wichtig, weil sie … verhüten, dass die Nation als Ganzes, als Block in die entsetzlichen Tiefen des Schicksals fällt.

### Erfahrungen als Zivilist im Krieg
Mit dem Vorrücken der Alliierten siedelt Jünger von Paris wieder nach Kirchhorst bei Hannover über. Es werden unter anderem etliche Luftangriffe geschildert. Dieser Teil endet mit dem Eintreffen amerikanischer Truppen.

### Bibellesung
Am Pfingstsonntag, 28. Mai 1944, schloss Jünger seine erste Gesamtlesung der Bibel ab, die er am 3. September 1941 begonnen hatte. Hierzu hielt er fest:
Meine Erziehung lief in entgegengesetzter Richtung; von früher Jugend auf war mein Denken durch den exakten Realismus und Positivismus meines Vaters bestimmt. Dem leistete auch jeder bedeutendere Lehrer, auf den ich stieß, Beihilfe. Die Religionslehrer waren meist langweilig, bei manchen hatte man das Gefühl, als geniere sie der Stoff.
Am 14. Dezember 1944 entschloss er sich zu einer zweiten vollständigen Bibellesung.

## Rezeption
Strahlungen war eines der erfolgreichsten Bücher Jüngers mit einer Auflage von 20.000 Exemplaren im ersten Jahr. Es fand eine umfangreiche und sehr kontroverse zeitgenössische Kritik. Beispielsweise kritisierte Erich Kuby es als unergiebig und erstarrt, während Alfred Andersch es als Logbuch lobte. Peter de Mendelssohn bemängelte einerseits verschiedene Formen von „Kitsch“, lobte andererseits die Dokumentation deutscher Kriegsverbrechen. Die Zeit nahm das Buch 2012 in einen Kanon „Europas Weltliteratur“ auf, als einen der zehn „besten und international wirkmächtigsten“ europäischen Romane der vierziger Jahre. Helmut Böttiger glaubt, dass seine Tagebücher, trotz seiner Rolle als "Wegbereiter des Nationalsozialismus" und seiner fragwürdigen literarischen Qualität, "sind eine zeitgeschichtlich aufschlussreiche Quelle".